# 空無辺処
空無辺処（くうむへんしょ、梵: Ākāśa-anantya-āyatana、巴: Ākāsānañcāyatana）とは、九次第定のひとつで、無色界の（下から数えて）第1天。無量空処（むりょうくうしょ）とも言う。物質的存在がまったく無い空間の無限性についての禅定の境地。
虚空（Ākāśā; 何もない）に果てがない（anattā; 無辺）状態へ入り込んだ（āyatana; 処）との意味。
物的存在たるこの肉体を厭い、無辺の虚空の自在を欣び、空無辺の理（ことわり）を解し、修行して生ずる処である。欲界と色界とにおける一切の物質的な形を離れ、一切の作意のない、無辺の空を観じる禅定。形のあるこの肉体を厭い、大空は無限であることを達観すること。無色界には空間的な場所はないが、果報の違いに依って感じるので「処」と名付ける。